# Катков, Николай Петрович
Николай Петрович Катков (31 октября 1893, Саранск, Пензенская губерния — 29 июня 1973, Ленинград) — советский драматург, прозаик и сценарист, член Союза писателей СССР (1945—73).

## Биография
Родился 31 октября 1893 года в Саранске. Окончил Томское политехническое училище (1913). Учился в Институте инженеров путей сообщения в Петрограде. С детства получил литературное самообразование, тем самым став литератором-самоучкой. Литературной деятельностью занимался с 1920 года; написал ряд произведений и пьес, а также сценариев для кинематографа, из которых было экранизировано только 2. Литературный секретарь «Красного журнала для всех» (1922—1925).
В 1933 году арестован «за связь с Н. В. Брюлловой-Шаскольской» (он был женат на её племяннице) и выслан в Новосибирск. Заведовал там литчастью в театре. Вернулся в Ленинград в конце 1930-х.
Скончался в 1973 году.

## Фильмография

### Сценарист
- 1928 — Сын рыбака
- 1930 — Настоящие охотники